# Tallinns kontrakt
Tallinns kontrakt (estniska: Tallinna praostkond) är ett kontrakt inom den Estniska evangelisk-lutherska kyrkan. Kontraktet ligger under Tallinns ärkestift och omfattar staden Tallinn samt den västra delen av Viimsi kommun.

## Församlingar
- Finska Sankt Peters församling
- Mustamäe församling
- Nõmme församling
- Tallinns Betelsförsamling
- Tallinns domkyrkoförsamling
- Tallinns Helige Andes församling
- Tallinns Johannes församling
- Tallinns Karls församling
- Tallinns svenska Sankt Mikaels församling
- Tyska Frälsarens församling
- Viimsi församling